# Ancyluris pausias
Ancyluris pausias är en fjärilsart som beskrevs av Felder 1865. Ancyluris pausias ingår i släktet Ancyluris och familjen Riodinidae. Inga underarter finns listade i Catalogue of Life.